# Stanhope Towers
Die Stanhope Towers sind eine Gruppe benachbarter Berge an der Fallières-Küste des Grahamlands auf der Antarktischen Halbinsel. Sie ragen am Kopfende des Dogs-Leg-Fjords südlich des Bucher-Gletschers auf.
Das UK Antarctic Place-Names Committee benannte sie 2013 nach Admiral Mark Stanhope (* 1952) von der Royal Navy, Erster Seelord von 2009 bis 2013.